# String Trio of New York
Das String Trio of New York ist ein US-amerikanisches Jazztrio, das Kammerjazz auf den Saiteninstrumenten Gitarre, Violine und Kontrabass darbietet.
Die 1977 gegründete, polystilistische Gruppe diente zunächst dazu, sowohl Kollektivimprovisationen als auch die Kompositionen ihrer Gründer aufzuführen. Dabei berührt das im Jazz basierte Trio auch den Bluegrass und andere musikalische Traditionen, in denen Ensembles mit ähnlicher Besetzung aktiv sind. Im Lauf der Jahre führte das Ensemble auch Coverversionen von Standards von Erik Satie, Fats Waller, Duke Ellington, John Lewis, Thelonious Monk, Charles Mingus, Charlie Parker, John Coltrane, Jimi Hendrix oder der Rolling Stones und seit 1991 auch eigens in Auftrag gegebene Kompositionen auf. Der Sound der Gruppe zeichnet sich durch einen spezifischen Swing und eine melodische Grundhaltung aus. Während die Gründungsmitglieder James Emery und John Lindberg dem Trio bis heute treu geblieben sind, wurde die Violinenposition mehrfach gewechselt, nachdem Billy Bang aus dem Trio ausschied. Die nach Ansicht einiger Kritiker stärksten Alben sind mit der Violinistin Regina Carter entstanden (Intermobility, 1992; Blues...?, 1993). Mehrere Alben hat das Trio mit einem Gastmusiker eingespielt.

## Diskographische Hinweise
- First String (Black Saint, 1979)
- Area Code 212 (Black Saint, 1981)
- Common Goal (Black Saint, 1983)

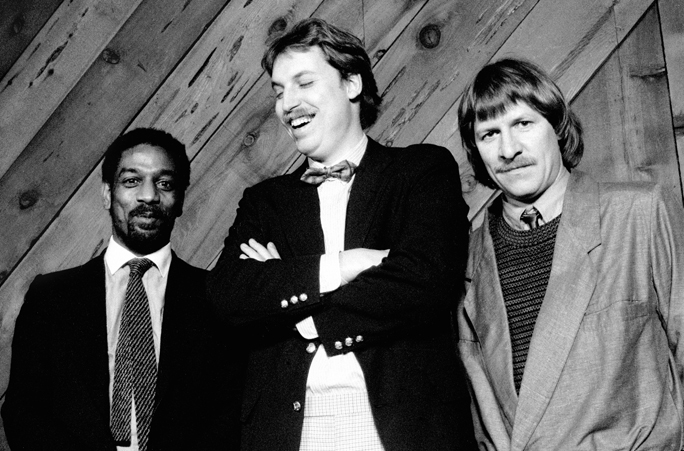
String Trio of New York (1986) von links nach rechts: Billy Bang, John Lindberg, James Emery

- Rebirth of a Feeling (Black Saint, 1983)
- Natural Balance (Black Saint, 1986)
- As Tears Go By (Newedition, 1987)
- String Trio of New York & Jay Clayton (West Wind Records, 1988)
- Time Never Lies (Vintage Jazz, 1990)
- Ascendant (Stash Records, 1991)
- Intermobility (Arabesque Records, 1992)
- Octagon  (Black Saint, 1992) mit Kompositionen von Marty Ehrlich, Muhal Richard Abrams, Mark Helias, Wadada Leo Smith und Bobby Previte
- Live au Petit Faucheux (AA, 1993)
- Blues...? (Black Saint, 1993)
- An Outside Job (France 1993) (Radio France Tours, 1993)
- With Anthony Davis (Music & Arts, 1996)
- Faze Phour: A Twenty Year Retrospective (Black Saint, 1998)
- Gut Reaction (Omnitone Records, 2003)
- Frozen Ropes (with Oliver Lake) (Barking Hoop Recordings, 2005)